# MPPF
MPPF (2'-метоксифенил-(N-2'-пиридинил)-p-фторо-бензамидоэтилпиперазин) — органическое соединение, которое связывается с 5-HT1A-рецепторами. Меченый радиоактивным фтором 18F, MPPF используется как радиолиганд при ПЭТ.
В частности, оно используется для изучения различий в количестве 5-HT1A рецепторов в мозгу человека в процессе старения, а также различий между мужчинами и женщинами.